# Romandia

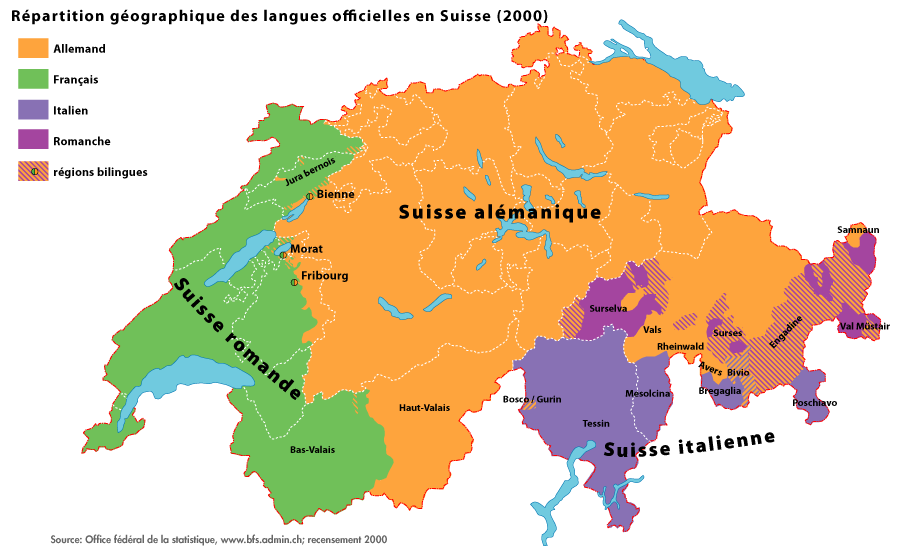
Romandia (kolor zielony) na mapie Szwajcarii.

Romandia (fr. Romandie, Suisse romande; niem. Romandie, Welschland; wł. Romandia, Svizzera romanda) – francuskojęzyczny region w zachodniej części Szwajcarii o powierzchni 9508,2 km² (23% obszaru tego państwa), zamieszkany przez 2,1 mln osób, głównie Szwajcarów francuskojęzycznych. Obejmuje podregion Mittelland (kantony: Berno, Fryburg, Jura i Neuchatel) oraz podregion Leman (kantony: Genewa, Vaud i Valais). Głównym miastem Romandii jest Genewa.
Językami regionalnymi na tym obszarze są: dialekt szwajcarski języka francuskiego, język franko-prowansalski i język oksytański. 